# MLB All-Star Game 1990
MLB All-Star Game 1990 – 61. Mecz Gwiazd ligi MLB, który odbył się 10 lipca 1990 roku na Wrigley Field w Chicago. Mecz zakończył się zwycięstwem American League All-Stars 2–0. Spotkanie obejrzało 39 071 widzów.
Najbardziej wartościowym zawodnikiem został wybrany Julio Franco z Texas Rangers, jako pinch hitter zaliczył two-run double w pierwszej połowie siódmej zmiany.

## Wyjściowe składy
| American League | American League  | American League | American League | National League | National League | National League | National League |
| #               | Zawodnik         | Klub            | Pozycja         | #               | Zawodnik        | Klub            | Pozycja         |
| --------------- | ---------------- | --------------- | --------------- | --------------- | --------------- | --------------- | --------------- |
| 1               | Rickey Henderson | Athletics       | LF              | 1               | Lenny Dykstra   | Phillies        | CF              |
| 2               | Wade Boggs       | Red Sox         | 3B              | 2               | Ryne Sandberg   | Cubs            | 2B              |
| 3               | José Canseco     | Athletics       | RF              | 3               | Will Clark      | Giants          | 1B              |
| 4               | Cal Ripken Jr.   | Orioles         | SS              | 4               | Kevin Mitchell  | Giants          | LF              |
| 5               | Ken Griffey Jr.  | Mariners        | CF              | 5               | Andre Dawson    | Cubs            | RF              |
| 6               | Mark McGwire     | Athletics       | 1B              | 6               | Chris Sabo      | Reds            | 3B              |
| 7               | Sandy Alomar Jr. | Indians         | C               | 7               | Mike Scioscia   | Dodgers         | C               |
| 8               | Steve Sax        | Yankees         | 2B              | 8               | Ozzie Smith     | Cardinals       | SS              |
| 9               | Bob Welch        | Athletics       | P               | 9               | Jack Armstrong  | Reds            | P               |

| American League                                                            | 0 | 0 | 0 | 0 | 0 | 0 | 2 | 0 | 0 | 2 | 7 | 0 |
| National League                                                            | 0 | 0 | 0 | 0 | 0 | 0 | 0 | 0 | 0 | 0 | 2 | 1 |
| WP: Bret Saberhagen (1–0) LP: Jeff Brantley (0–1) SV: Dennis Eckersley (1) |   |   |   |   |   |   |   |   |   |   |   |   |

## Składy
| Miotacze - Jack Armstrong (1) - Jeff Brantley (1) - Rob Dibble (1) - John Franco (4) - Neal Heaton (1) - Dennis Martínez (1) - Ramón Martínez (1) - Randy Myers (1) - Dave Smith (2) - Frank Viola (2) Łapacze - Greg Olson (1) - Benito Santiago (2) - Mike Scioscia (2) |  | Wewnątrzpolowi - Roberto Alomar (1) - Bobby Bonilla (3) - Will Clark (3) - Shawon Dunston (2) - Barry Larkin (3) - Chris Sabo (2) - Ryne Sandberg (7) - Ozzie Smith (10) - Tim Wallach (6) - Matt Williams (1) Zapolowi - Barry Bonds (1) - Andre Dawson (7) - Lenny Dykstra (1) - Tony Gwynn (6) - Kevin Mitchell (2) - Darryl Strawberry (7) |  | Menadżer - Roger Craig Trenerzy - Jim Leyland - Don Zimmer Honorowy kapitan - Juan Marichal |

| Miotacze - Roger Clemens (3) - Dennis Eckersley (4) - Chuck Finley (2) - Randy Johnson (1) - Doug Jones (3) - Gregg Olson (1) - Bret Saberhagen (3) - Dave Stieb (7) - Bobby Thigpen (1) - Bob Welch (2) Łapacze - Sandy Alomar Jr. (1) - Lance Parrish (8) |  | Wewnątrzpolowi - Wade Boggs (6) - Cecil Fielder (1) - Julio Franco (2) - Kelly Gruber (3) - Ozzie Guillén (2) - Brook Jacoby (2) - Mark McGwire (4) - Dave Parker (7) - Cal Ripken Jr. (8) - Steve Sax (5) - Alan Trammell (6) Zapolowi - George Bell (2) - Ellis Burks (1) - José Canseco (4) - Ken Griffey Jr. (1) - Rickey Henderson (9) - Kirby Puckett (5) |  | Menadżer - Tom Kelly Trenerzy - Tom Trebelhorn - Bobby Valentine Honorowy kapitan - Bobby Doerr |

- W nawiasie podano liczbę powołań do All-Star Game.